# Барабуля звичайна
Барабуля звичайна, або Султанка звичайна (Mullus barbatus) — цінна промислова риба родини барабулевих (Mullidae).

## Характеристика

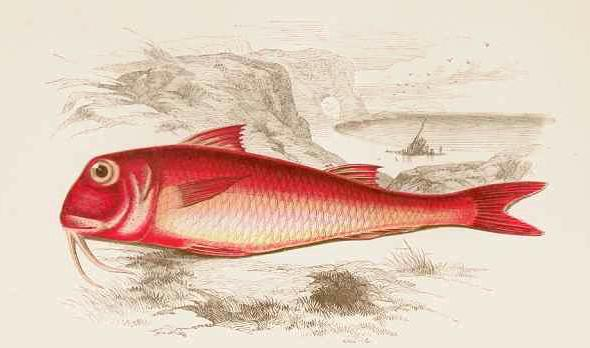
Рисунок султанки

Тіло видовжене і стиснуте з боків. Довжина до 33,2 см, зазвичай до 20 см (у Чорному морі до 22 см). Максимальна відома вага до 680 г. Спинний та анальний плавці короткі, хвостовий — віделкоподібний. Голова велика з майже вертикально зрізаним рилом і високо посадженими очима. Маленький рот, розташований у нижній частині голови, має маленькі зуби-щетинки, з підборіддя звисають два довгих вусики. Тіло нерівномірно забарвлене червоним кольором, черевце сріблясте, із світло-жовтими плавцями.

## Ареал

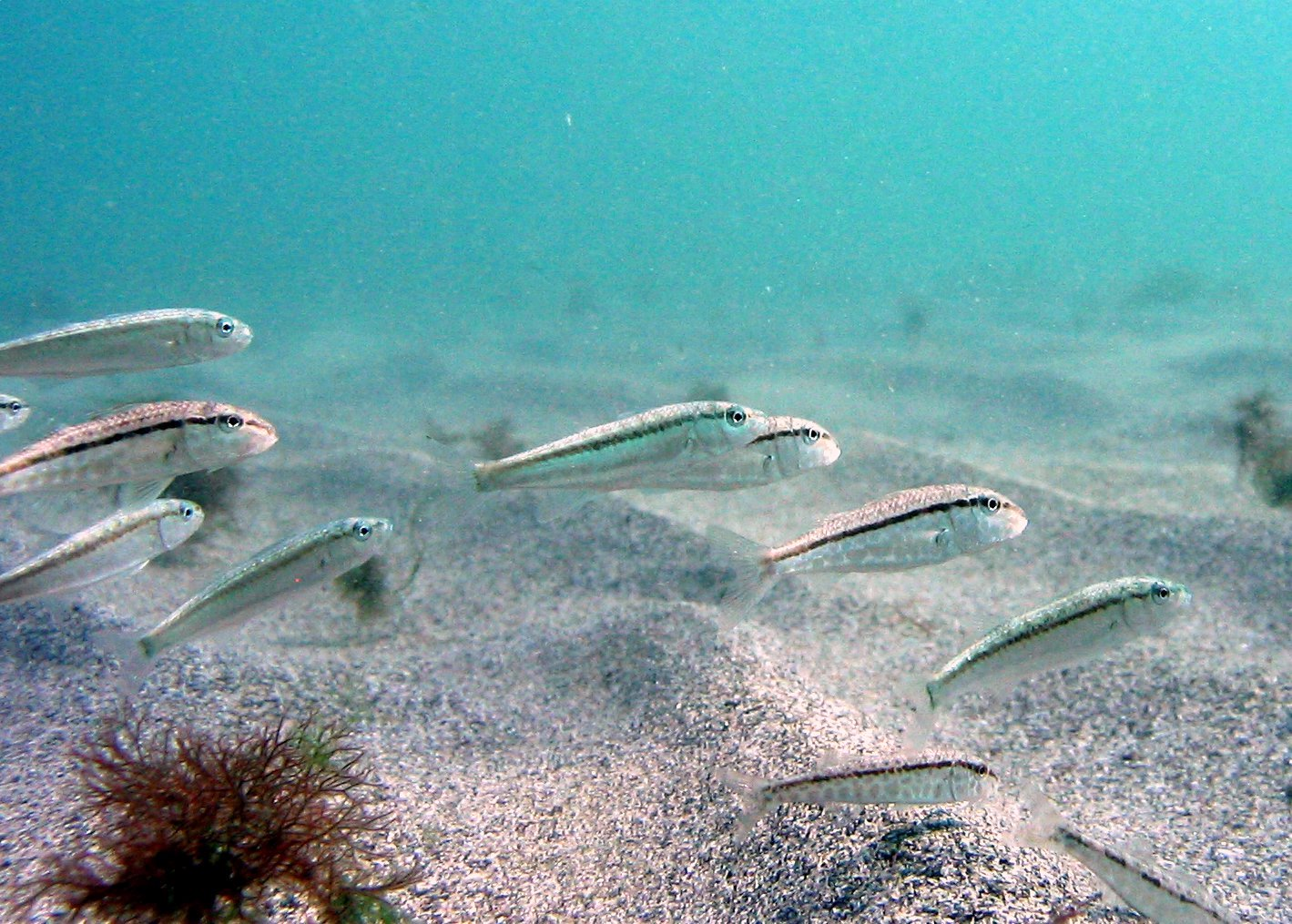
Султанки в Чорному морі

Поширений у Середземному морі, північно-східній Атлантиці від Скандинавії до Сенегалу, також у Чорному і південній частині Азовського морів. Живиться безхребетними і дрібною рибою. Найбільші промислові скупчення султанки бувають навесні (кримське узбережжя і Керченська протока) та восени (узбережжя Кавказу).

## Охорона
На більшій частині ареалу стан природних популяцій виду залишається більш-менш стабільним. Саме тому він, згідно з Червоним списком МСОП, отримав охоронний статус «відносно благополучний вид». Але в окремих регіонах спостерігається тенденція до зниження чисельності популяції виду. Тому барабуля звичайна занесена до Червоної книги Чорного моря (охоронна категорія: вид перебуває в небезпечному стані).

## Систематика
Вид містить два підвиди:
- Mullus barbatus barbatus Linnaeus, 1758 — поширений у Атлантиці та Середземному морі.
- Mullus barbatus ponticus Essipov, 1927 — виключно у Чорному і Азовському морях.